# Eugnosta californica
Eugnosta californica es una especie de polilla de la tribu Cochylini, familia Tortricidae. Fue descrita científicamente por Razowski en 1986.

## Distribución
Se encuentra en Baja California norte, México.